# Cele patruzeci de legi ale iubirii
Cele patruzeci de legi ale iubirii (în engleză The Forty Rules of Love) este un roman scris de Elif Shafak, scriitoare turcă. Cartea a fost publicată în martie 2009. Personajul central al romanului este Maulana Jalal-Ud-Din, cunoscut sub numele de Rumi și tovarășul său Shams Tabrizi. Această carte povestește modul în care dervișul Shams a transformat un savant într-un sufi (mistic) prin iubire. Peste 750.000 de exemplare ale acestei cărți au fost vândute în Turcia și Franța.

## Rezumat
„Un roman într-un roman, Cele patruzeci de reguli ale iubirii spune două povești paralele care se oglindesc și se intersectează, între două culturi foarte diferite la interval de șapte secole ”.Povestea începe când o gospodină, Ella Rubinstein – o mamă casnică și o soție nefericită din suburbiile Bostonului, primește de la o editură, pentru evaluare, cartea numită Sweet Blasphemy („Dulce blasfemie”) de Aziz Zahara,  o carte despre Rumi, poetul din secolul al XIII-lea și ghidul său spiritual, Shams. Cartea prezintă inserate în text, în momente cheie, cele patruzeci de legi ale iubirii ale lui Shams.Acțiunea romanului Sweet Blasphemy a fost structurată astfel încât să integreze etapele povestirii cu cele cinci elemente ale naturii: apă, aer, pământ, foc și vid. Capitolele din fiecare secțiune dezvăluie o poveste în conformitate cu natura fiecărui element.
Paralel cu acțiunea romanului Sweet Blasphemy, se înfiripă o poveste de dragoste între Ella și autorul cărții, Aziz Zahara  care  parcurge aceleași de 40 de legi ale iubirii.
Tema profundă a romanului e „dragostea și spiritualitatea la care se ajunge dacă-ți urmezi inima”.

### Litera „b
Fiecare capitol al cărții începe cu litera „b” datorită Coranului unde în Sura Al-Fatiha apare fraza Bismillah ir Rehman ir Rahim („În numele lui Allah, cel binefăcător și cel milostiv”). Prima literă arabă a Bismillah are un punct dedesubt care simbolizează Universul conform gândurilor în sufism.

## Premii
Cele patruzeci de legi ale iubirii a câștigat Premiul ALEF* - Mențiune Specială Literatură Străină. A fost, de asemenea, nominalizat la Premiul Literar Internațional IMPAC Dublin în anul 2012. În 5 noiembrie 2019, BBC News a nominalizat Cele patruzeci de reguli ale iubirii pe lista celor mai influente 100 de romane. A fost inclusă în categoria „Dragoste, sex și romantism – februarie” în lista  Romanele care au modelat lumea noastră.

## Recenzii
Recenzie carte „Cele patruzeci de legi ale iubirii” – Elif Shafak, Bota Andreea Diana
Recenzie: „Cele patruzeci de legi ale iubirii” de Elif Shafak, By Sayuki
,,Cele patruzeci de legi ale iubirii” de Elif Shafak